# Stadio Sandro Cabassi
Stadio Sandro Cabassi, je fotbalový stadion v italském městě Carpi, v regionu Emilia-Romagna. Byl vystaven v roce 1928.

## Historie
Stadion byl slavnostně otevřen 21. října 1928, ale první utkání se na něj odehrál již o týden dříve. V roce 1939 byl pojmenován po Mariu Papottim (chlapec, který zemřel během Španělské občanské války). Po 2. světové válce se přejmenoval po mladém partyzánovi z války Sandru Cabassim. Krytá tribuna byla slavnostně otevřena v roce 1938. Stadion byl navržen jako multisportovní využití: ve skutečnosti se kolem fotbalového hřiště vybudoval betonový velodrom, který se následně přestal používat.
Díky postupu do 3. ligy byly tribuny rozšířeny o dvě boční tribuny (naproti hlavní) a o další dvě (vyrobené z kovové konstrukce a aplikované přes křivky starého velodromu). V 90. letech 20. století byla vytvořena nekrytá tribuna a sektor pro tisk. V roce 2000 si některé strukturální problémy vynutily uzavření tribun pro veřejnost.
V létě 2011 začaly práce na renovaci zařízení (strukturálně nevyhovující pro pořádání zápasů třetí ligy). Kapacita diváků se zvýšila z 2685 na 4164 míst, zlepšení bezpečnosti infrastruktury a modernizaci systému osvětlení. Po postupu do 2. ligy se vylepšilo v oblasti zabezpečení, video dohledu a také televizního natáčení. I když klub poté postoupil do nejvyšší ligy, nikdy své zápasy zde neodehrál.